# Coenotephria revulsaria
Coenotephria revulsaria là một loài bướm đêm trong họ Geometridae.